# أمسيات ستروغا الشعرية

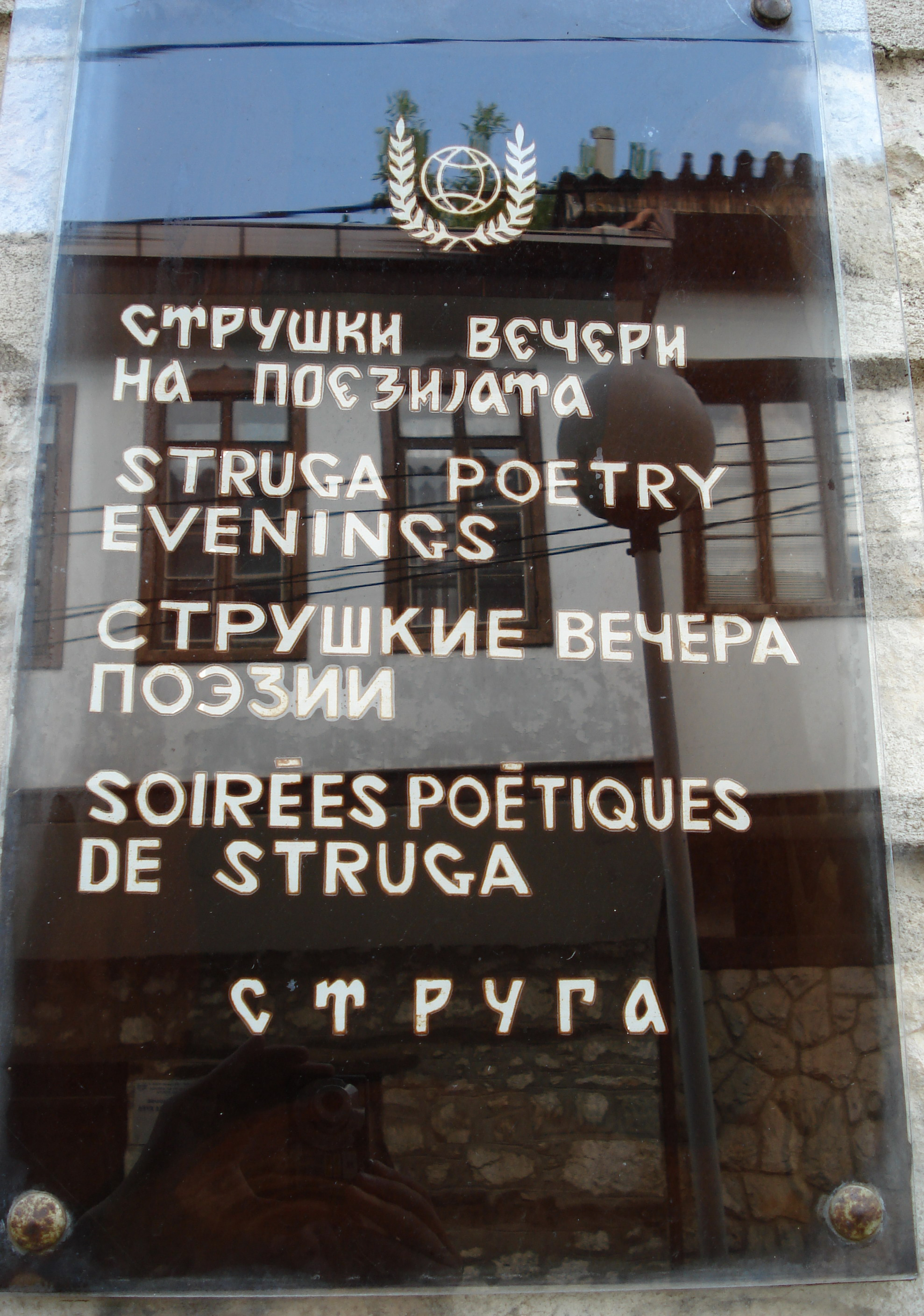
مقر أمسيات ستروغا الشعرية في ستروغا.

أمسيات ستروغا الشعرية (بالمقدونية Струшките вечери на поезијата) مهرجان شعري دولي تحدث فعالياته في ستروغا في جمهورية مقدونيا، يبدأ في يوم الأربعاء الثالث من شهر أغسطس من كل سنة. وقد منح هذا المهرجان خلال تاريخه جائزته الكبرى الإكليل الذهبي لعدد من أشهر شعراء العالم ومنهم يوسف برودسكي وبابلو نيرودا ومحمود درويش.

## تاريخ المهرجان
بدأ مهرجان ستروغا في مدينة ستروغا في سنة 1962، وشارك فيها عدد من الشعراء المقدونيين فقط، وانعقد في ذكرى الأخوين قنسطنطين وديميتار ملادينوف. وفي سنته الثانية شارك فيه شعراء كل أنحاء جمهورية يوغوسلافيا الاشتراكية الاتحادية السابقة، وتأسست جائزة الأخوين ملادينوف تمنح لأفضل كتاب شعري صدر في مقدونيا بين المهرجانين. ومنذ سنة 1966 تحول المهرجان إلى مهرجان دولي، وجائزته الكبرى هي الإكليل الذهبي. وفي سنة 2003 أسست أمسيات ستروغا الشعرية بالتعاون من اليونسكو جائزة جديدة هي جسور ستروغا، وتمنح لأفضل أول كتاب شعري للشعراء الشباب من كل أنحاء العالم.